# 原子城
原子城（はらこじ）ょう）は、青森県五所川原市大字原子字山元にあった日本の城（平山城）。

## 概要
城は、浪岡城から西北に約8km離れた離れた地にある。城地は、北に持子沢川、南には大溜池、東は山地、西には水田（湿地）があり、周囲は断崖の要害である。郭は内郭東西500m、南北300mの地で、主郭はその中の東西200m、南北160mの地である。その西側に主な外郭があり、東西300m、南北200mの広さがある。また、城地は現在果樹園となっている。

## 歴史
原子城は、居住に向いた地であったため、古代、蝦夷館があった。その後、館跡を利用したものが一般的に言われている原子城である。戦国時代、肥後の名族菊池氏の流れを汲むといわれる、原子氏が居城とした。元亀年間（1570 - 1572）から天正年間（1573 - 1591）の城主は浪岡四天王の一人、原子平内兵衛で浪岡北西を守った。なお、平内兵衛の名は「津軽封内城址考」によると襲名で、同一人物ではないという。その後、天正6年（1578）、大浦為信の浪岡城攻撃の際、落城したものと思われる。平内兵衛はその後南部へ逐電した、もしくは出羽土崎に逃れたといわれる。平内兵衛はその後吉町弥右衛門の陰謀を為信に密告し、家臣になったという。また、原子城はその後廃城になったものと思われる。